# Atheloderma
Atheloderma är ett släkte av svampar. Enligt Catalogue of Life ingår Atheloderma i ordningen Hymenochaetales, klassen Agaricomycetes, divisionen basidiesvampar och riket svampar, men enligt Dyntaxa är tillhörigheten istället familjen Rickenellaceae, ordningen Hymenochaetales, klassen Agaricomycetes, divisionen basidiesvampar och riket svampar.
|             | Schizoporaceae                                                                 |
|             |                                                                                |
|             | Hymenochaetaceae                                                               |
|             |                                                                                |
|             | Fibricium                                                                      |
|             |                                                                                |
|             | Caeruleomyces                                                                  |
|             |                                                                                |
|             | Sphagnomphalia                                                                 |
|             |                                                                                |
| Atheloderma | \| \| Atheloderma mirabile \| \| \| \| \| \| Atheloderma orientale \| \| \| \| |
|             | \| \| Atheloderma mirabile \| \| \| \| \| \| Atheloderma orientale \| \| \| \| |
|             | Subulicium                                                                     |
|             |                                                                                |
|             | Physodontia                                                                    |
|             |                                                                                |
|             | Atheloderma mirabile                                                           |
|             |                                                                                |
|             | Atheloderma orientale                                                          |
|             |                                                                                |

|  | Atheloderma mirabile  |
|  |                       |
|  | Atheloderma orientale |
|  |                       |